# ファディア・ビント・ファールーク
ファディア・ビント・ファールーク（亜剌:فادية بنت فاروق；ラテン文字転写:Fadia bint Farouk, 1943年12月15日 アブデン宮殿、カイロ - 2002年12月28日 ローザンヌ）は、ムハンマド・アリー家統治期のエジプト王家の一員。最後のエジプト王フアード2世の異母姉。

## 生涯
エジプト王ファールーク1世とその最初の妻ファリダ王妃の三女、末娘として生まれた。両親の間にはフェリアルとファウズィーヤの2人の姉が生まれていたが、ファディアの誕生以後は子供が無く、父は1948年に世継ぎをもうけるために母を離縁し、1951年にナリマン・サディクと再婚した。1952年、エジプト革命に伴って家族とともにエジプトを脱出し、イタリアに逃れた。姉たちとともにスイスの寄宿学校ル・グラン・ヴェルジュ校（Le Grand Verger）で学び、絵画制作や馬術に打ち込んだ。
大学に在学中、スイスに亡命したロシア人貴族の子孫で地理学者のピエール・オルロフ公爵（Pierre Alexievitch Orloff、1938年 - ）と知り合い、1965年2月17日にロンドンのケンジントン結婚記録登記所で結婚した。オルロフ公爵は結婚に際してスンニ派ムスリムに改宗し、サイード（Sa'id Orloff）と改名した。夫妻は間にミシェル・シャミール（Michael-Shamel Orloff、1966年 - ）、アレクサンドル・アリー（Alexander-Ali Orloff、1969年 - ）の2人の息子をもうけた。
ファディアはフランス語、英語、イタリア語、スペイン語に堪能で、スイス観光省に通訳として勤務した。2002年に亡くなり、カイロ、アル・リファーイー・モスク（Al-Rifa'i Mosque）の副王廟に葬られた。